# Johann Christian Bauer

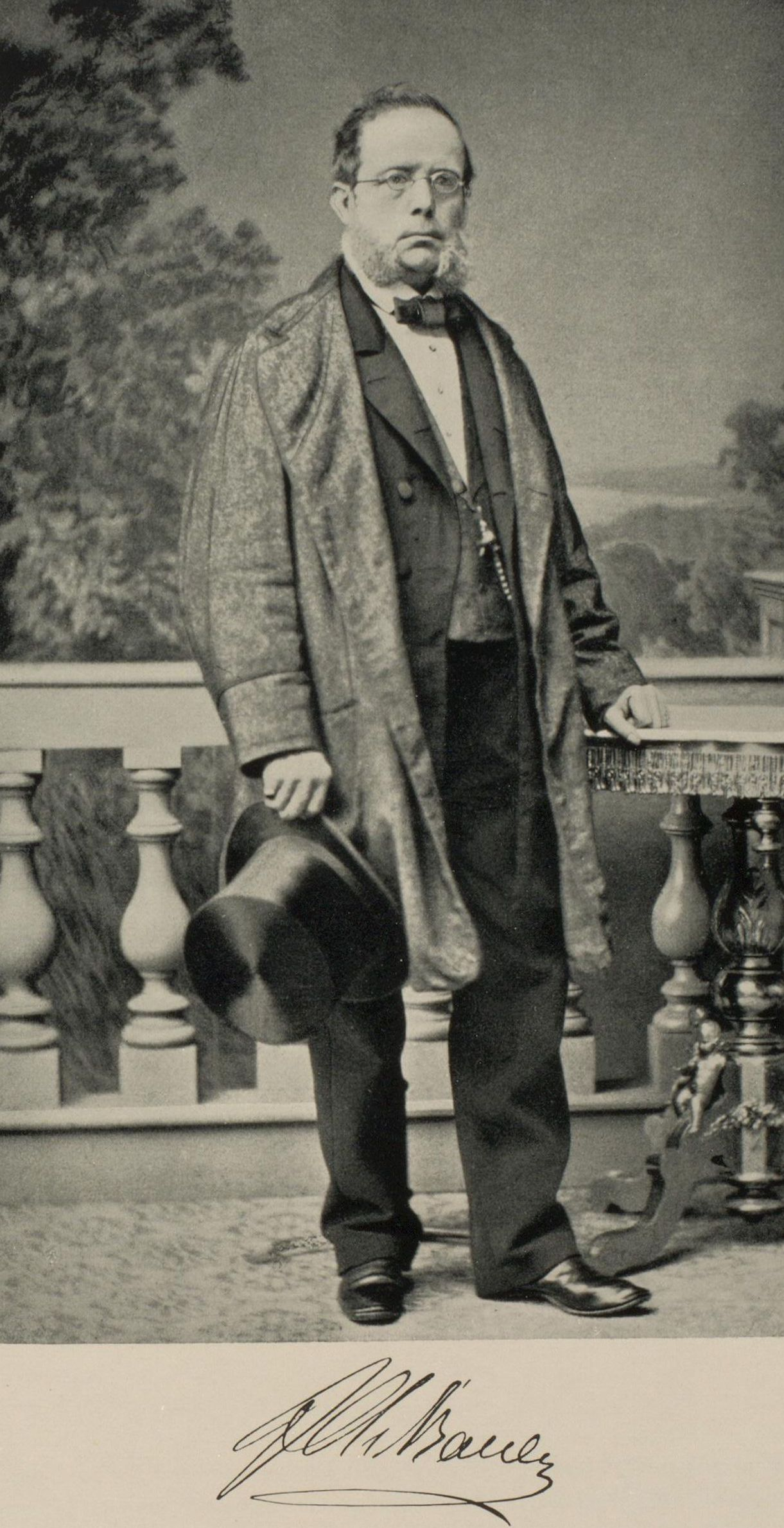
Johann Christian Bauer

Johann Christian Bauer (* 15. November 1802 in Hanau; † 25. Mai 1867 in Frankfurt am Main) war ein deutscher Stempelschneider und Schriftgießer.

## Leben und Werk
Bauer eröffnete 1833 in Frankfurt am Main eine Schriftschneiderei. 1835 nahm er Johann Christian Daniel Nies als Teilhaber auf. Nach der Auflösung dieser Partnerschaft im Jahr 1837 gründete er die Bauersche Gießerei.
1839 verlegte er seinen Betrieb nach England, kehrte aber 1847 in die Freie Stadt Frankfurt zurück. Seine Schriftgießerei entwickelte sich wegen der hohen Qualität ihrer Schriften, die Bauer meist selbst schnitt, zu einem führenden Unternehmen der Branche. Seine Bemühungen um einen wirksamen rechtlichen Schutz der Schriften gegen galvanische Nachbildung blieben erfolglos.
1859 konstruierte er eine Schnell-Typen-Gießmaschine.